# Atlantis (bordspel)
Atlantis is een bordspel voor twee tot vier personen. Het werd ontworpen door Julian Courtland-Smith en in 1982 door Parker Brothers voor het eerst uitgegeven in de Verenigde Staten, onder de naam Survive!. 
Doel van het spel is om de inwoners te evacueren van een eiland dat gaandeweg in zee verdwijnt. Deze verhaallijn is gebaseerd op de oude mythe over het eiland Atlantis.

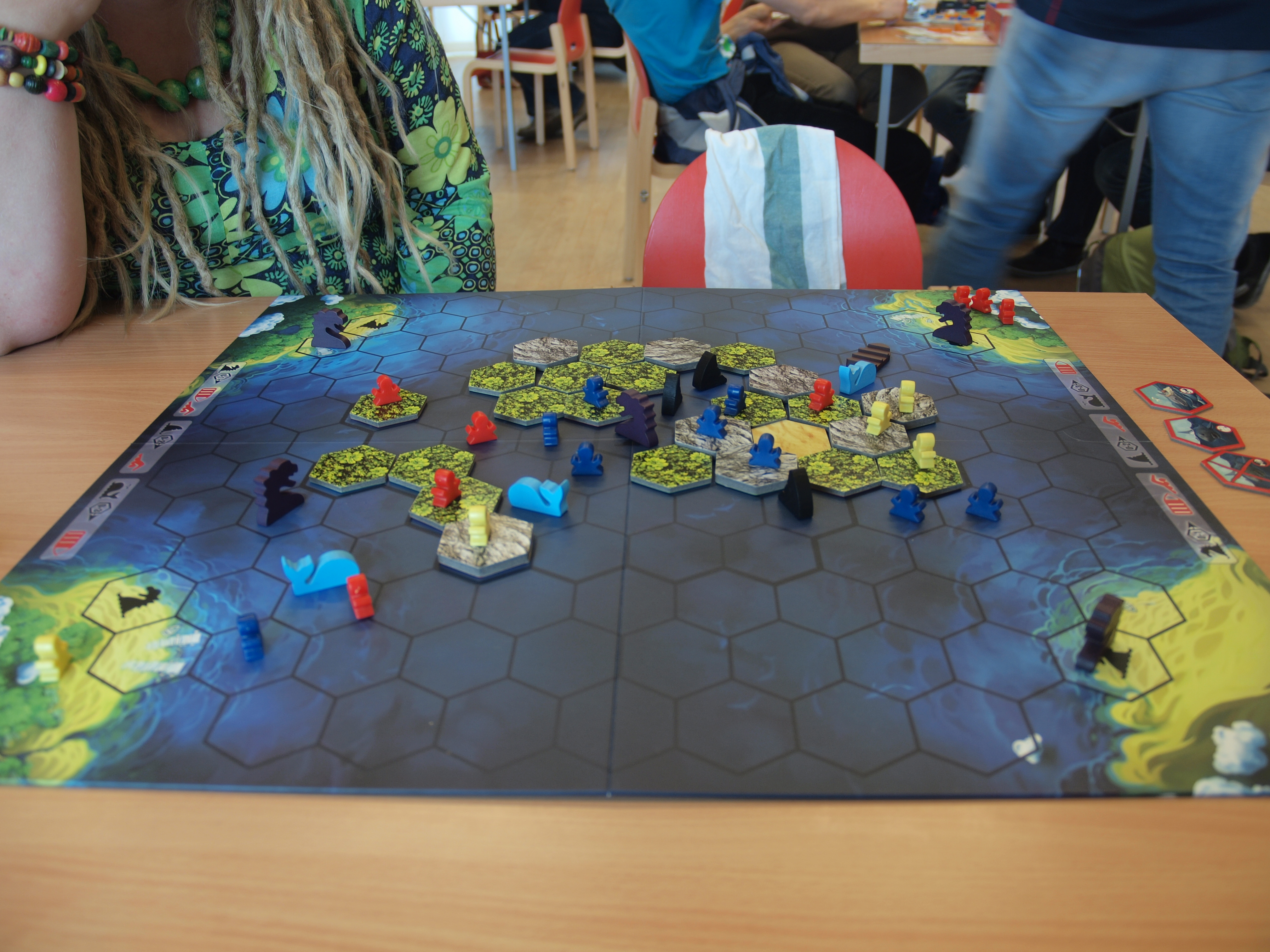
Versie om de dertigste verjaardag te gedenken.

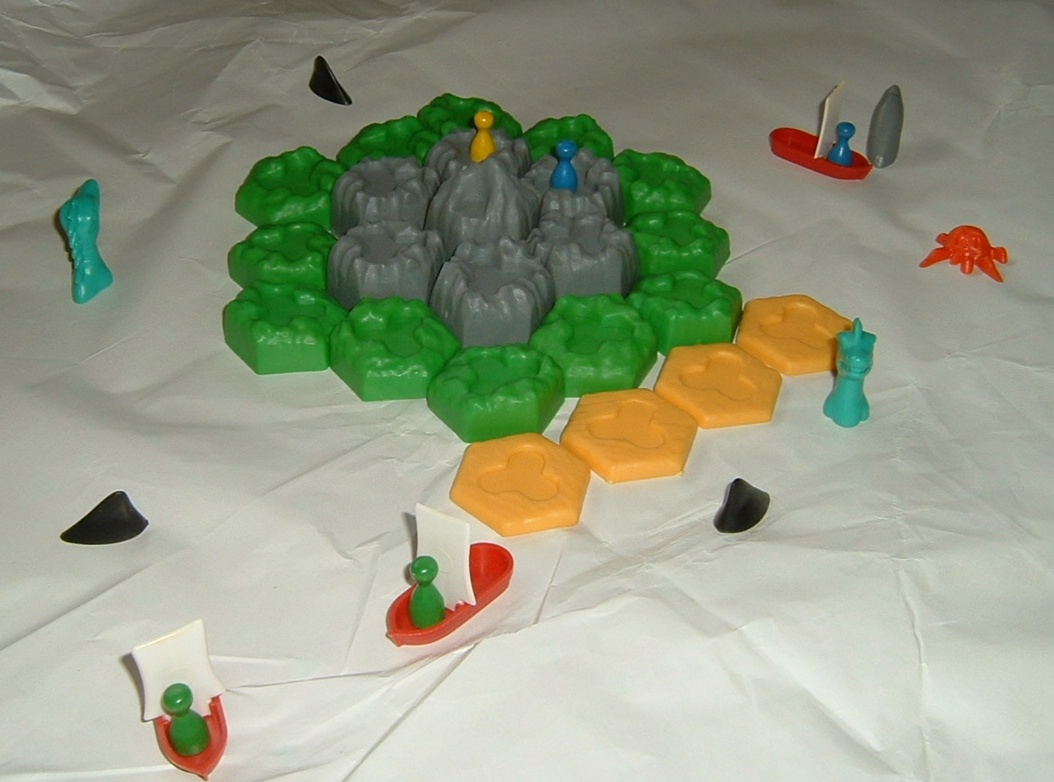
Een close-up van enige spelelementen.

## Spelregels
Iedere speler heeft zijn of haar eigen kleur pionnen, die de eilandbewoners voorstellen. Deze zijn verdeeld over diverse blokjes die samen het eiland Atlantis vormen. Als iemand aan de beurt is, mag hij drie stapjes zetten met een of meer pionnen. Deze kunnen dan in het water, op een bootje of naar een ander deel van het eiland verplaatst worden. Een boot mag per beurt drie vakjes verplaatst worden, een zwemmer slechts één. De bedoeling is om zo veel mogelijk pionnen naar een van de vier uithoeken ('koraaleilanden') van het spel te brengen, waar de bewoners dan zijn 'geëvacueerd' en aldus in veiligheid gebracht. 
Als een speler drie stapjes heeft gedaan, mag hij een blokje van het eiland pakken. Op de onderkant van het blokje kan een van de volgende afbeeldingen staan:
- draaikolk: alle blokjes rond dit blokje en alle poppetjes en schepen die in het water liggen moeten worden verwijderd.
- Octopus/Haai/Zeemonster/Dolfijn/schip: het betreffende poppetje wordt  daarvoor in de plaats gelegd.

Daarna krijgt de speler die aan de beurt is twee dobbelstenen. Op de een staat of er een zeemonster, dolfijn, haai of octopus mag worden verplaatst en op de andere dobbelsteen het aantal vakjes. In andere spelversies worden geen dobbelstenen gebruikt, maar een draaischijf.
Een octopus laat boten zinken, waarbij de opvarenden veranderen in zwemmers. Een haai verslindt pionnen die onbeschermd op een zeevakje 'zwemmen', terwijl een zeemonster zowel zwemmers als hele boten inclusief alle opvarenden verslindt. Een dolfijn beschermt zwemmers tegen draaikolken en zorgt ook dat de zwemmer zich sneller over het bord mag bewegen.
Het spel is afgelopen als alle pionnen uit het spel zijn. De speler die de meeste eilandbewoners heeft weten te redden, wint. Er bestaan enkele variaties op de spelregels, waarbij bijvoorbeeld het spel al is afgelopen wanneer de eerste speler al zijn overlevende pionnen heeft weten te redden.